# Faramea heterophylla
Faramea heterophylla är en måreväxtart som beskrevs av Johannes Müller Argoviensis. Faramea heterophylla ingår i släktet Faramea och familjen måreväxter. Inga underarter finns listade i Catalogue of Life.